# Rio do Rocha
O rio do Rocha é um curso de água que banha o estado do Paraná.